# Walter Vílchez
Walter Vílchez Soto (Chiclayo, Provincia de Chiclayo, Perú, 20 de febrero de 1982) es un exfutbolista peruano. Jugaba como defensa central o lateral izquierdo y desde el 2019 está retirado.
Tiene 43 años y es hermano mayor del también futbolista Óscar Vílchez.

## Biografía
Hijo de Walter Vilchez Araujo y de Mary Ester,sus hermanos son Óscar Vilchez y Marjorie Vilchez, está casado con Chris Jennifer Francis Reynaga Salinas de Vilchez.

### Trayectoria
Fue campeón nacional con Alianza Lima en el 2001, 2003 y 2004. En la primera mitad del 2005 jugó en el Club Olimpo de Bahía Blanca (Argentina). En la segunda mitad del 2005 regresó al Perú para jugar por Sporting Cristal y fue campeón nacional también.
En el 2007 fue a México para jugar por el Cruz Azul fue presentado con el dorsal número 20 donde compartió camerino con Jared Borgetti y César Delgado. Luego pasó al Puebla fue presentado con el dorsal número 5 donde se mantuvo hasta mediados de 2009. A inicios del siguiente año, se hizo oficial que el club Atlante se puso de acuerdo con su representante para contratarlo por un año. Sin embargo, tras entrenar varios días en Cancún, el presidente del cuadro mexicano anunció que su fichaje no sería posible dado que no tenían más plazas para un jugador extranjero.
Volvió a Perú y pasó por Cienciano, Alianza Lima y Sporting Cristal, club con el cual se coronó campeón del fútbol peruano. En 2013, viajó a Estados Unidos para realizar unas pruebas en el Chivas USA de la MLS. El 24 de febrero, se anunció oficialmente su fichaje por el conjunto estadounidense donde jugó con el ecuatoriano Miller Bolaños.
Para el año 2014 el popular "Pacho" firma para el UTC. Tras un año difícil por los problemas económicos en el club y muy cerca del descenso, decide no renovar contrato. En el 2015, Vílchez firma por Real Garcilaso del Cusco.
Tras un paso en 2016 por Alianza Universidad, actualmente juega en Universidad César Vallejo de la Segunda División del Perú.
En el 2017 jugó por la Universidad César Vallejo, club que hizo una gran campaña y fue subcampeón de la Segunda División del Perú. En el partido final perdió 4-2 en la tanda de penales contra Sport Boys, que se coronó campeón, tras no renovar quedó libre, el 2018 llega a Deportivo Coopsol acabando en la novena posición sin la opción de clasificar a la siguiente fase.
El 2019 comienza libre tras acabar su contrato durante un año con su anterior equipo.

## Selección nacional
Ha sido internacional con la selección de fútbol del Perú en 65 ocasiones. Su debut se produjo el 23 de julio de 2001 ante Colombia en la Copa América 2001. Hasta la fecha, su único gol anotado lo marcó ante Chile el 17 de agosto de 2005 en Tacna. Aquel encuentro finalizó 3-1 a favor del equipo peruano.
| \| PJ \| Fecha \| Ciudad \| Oponente \| Resultado \| Competición \| Goles \| \| --- \| ---------- \| ---------------- \| --------------- \| --------- \| -------------------------- \| ----- \| \| 1. \| 23-07-2001 \| Armenia \| Colombia \| 0–3 \| Copa América 2001 \| 0 \| \| 2. \| 28-04-2004 \| Antofagasta \| Chile \| 1–1 \| Amistoso \| 0 \| \| 3. \| 01-06-2004 \| Montevideo \| Uruguay \| 3–1 \| Eliminatorias Mundial 2006 \| 0 \| \| 4. \| 06-06-2004 \| Lima \| Venezuela \| 0–0 \| Eliminatorias Mundial 2006 \| 0 \| \| 5. \| 30-06-2004 \| East Rutherford \| Argentina \| 1–2 \| Amistoso \| 0 \| \| 6. \| 06-07-2004 \| Lima \| Bolivia \| 2–2 \| Copa América 2004 \| 0 \| \| 7. \| 09-07-2004 \| Lima \| Venezuela \| 3–1 \| Copa América 2004 \| 0 \| \| 8. \| 12-07-2004 \| Trujillo \| Colombia \| 2–2 \| Copa América 2004 \| 0 \| \| 9. \| 17-07-2004 \| Chiclayo \| Argentina \| 0–1 \| Copa América 2004 \| 0 \| \| 10. \| 04-09-2004 \| Lima \| Argentina \| 1–3 \| Eliminatorias Mundial 2006 \| 0 \| \| 11. \| 27-03-2005 \| Goiânia \| Brasil \| 0–1 \| Eliminatorias Mundial 2006 \| 0 \| \| 12. \| 04-06-2005 \| Barranquilla \| Colombia \| 0–5 \| Eliminatorias Mundial 2006 \| 0 \| \| 13. \| 07-06-2005 \| Lima \| Uruguay \| 0–0 \| Eliminatorias Mundial 2006 \| 0 \| \| 14. \| 17-08-2005 \| Tacna \| Chile \| 3–1 \| Amistoso \| 1 \| \| 15. \| 03-09-2005 \| Maracaibo \| Venezuela \| 1–4 \| Eliminatorias Mundial 2006 \| 0 \| \| 16. \| 07-10-2006 \| Viña del Mar \| Chile \| 2–3 \| Copa del Pacífico 2006 \| 0 \| \| 17. \| 11-10-2006 \| Tacna \| Chile \| 0–1 \| Copa del Pacífico 2006 \| 0 \| \| 18. \| 15-11-2006 \| Kingston \| Jamaica \| 1–1 \| Amistoso \| 0 \| \| 19. \| 19-11-2006 \| Ciudad de Panamá \| Panamá \| 2–1 \| Amistoso \| 0 \| \| 20. \| 24-03-2007 \| Yokohama \| Japón \| 0–2 \| Amistoso \| 0 \| \| 21. \| 03-06-2007 \| Madrid \| Ecuador \| 2–1 \| Amistoso \| 0 \| \| 22. \| 06-06-2007 \| Barcelona \| Ecuador \| 0–2 \| Amistoso \| 0 \| \| 23. \| 26-06-2007 \| Mérida \| Uruguay \| 3–0 \| Copa América 2007 \| 0 \| \| 24. \| 30-06-2007 \| San Cristóbal \| Venezuela \| 0–2 \| Copa América 2007 \| 0 \| \| 25. \| 03-07-2007 \| Mérida \| Bolivia \| 2–2 \| Copa América 2007 \| 0 \| \| 26. \| 08-07-2007 \| Barquisimeto \| Argentina \| 0–4 \| Copa América 2007 \| 0 \| \| 27. \| 22-08-2007 \| San José \| Costa Rica \| 1–1 \| Amistoso \| 0 \| \| 28. \| 08-09-2007 \| Lima \| Colombia \| 2–2 \| Amistoso \| 0 \| \| 29. \| 12-06-2007 \| Lima \| Bolivia \| 2–0 \| Amistoso \| 0 \| \| 30. \| 13-10-2007 \| Lima \| Paraguay \| 0–0 \| Eliminatorias Mundial 2010 \| 0 \| \| 31. \| 17-10-2007 \| Santiago \| Chile \| 0–2 \| Eliminatorias Mundial 2010 \| 0 \| \| 32. \| 21-11-2007 \| Quito \| Ecuador \| 1–5 \| Eliminatorias Mundial 2010 \| 0 \| \| 33. \| 31-05-2008 \| Huelva \| España \| 1–2 \| Amistoso \| 0 \| \| 34. \| 08-06-2008 \| Chicago \| México \| 0–4 \| Amistoso \| 0 \| \| 35. \| 14-06-2008 \| Lima \| Colombia \| 1–1 \| Eliminatorias Mundial 2010 \| 0 \| \| 36. \| 10-09-2008 \| Lima \| Argentina \| 1–1 \| Eliminatorias Mundial 2010 \| 0 \| \| 37. \| 11-10-2008 \| La Paz \| Bolivia \| 0–3 \| Eliminatorias Mundial 2010 \| 0 \| \| 38. \| 15-10-2008 \| Asunción \| Paraguay \| 0–1 \| Eliminatorias Mundial 2010 \| 0 \| \| 39. \| 11-02-2009 \| Lima \| Paraguay \| 0–1 \| Amistoso \| 0 \| \| 40. \| 01-04-2009 \| Porto Alegre \| Brasil \| 0–3 \| Eliminatorias Mundial 2010 \| 0 \| \| 41. \| 07-06-2009 \| Lima \| Ecuador \| 1–2 \| Eliminatorias Mundial 2010 \| 0 \| \| 42. \| 10-06-2009 \| Medellín \| Colombia \| 0–1 \| Eliminatorias Mundial 2010 \| 0 \| \| 43. \| 05-09-2009 \| Lima \| Uruguay \| 1–0 \| Eliminatorias Mundial 2010 \| 0 \| \| 44. \| 09-09-2009 \| Puerto La Cruz \| Venezuela \| 1–3 \| Eliminatorias Mundial 2010 \| 0 \| \| 45. \| 10-10-2009 \| Buenos Aires \| Argentina \| 1–2 \| Eliminatorias Mundial 2010 \| 0 \| \| 46. \| 14-10-2009 \| Lima \| Bolivia \| 1–0 \| Eliminatorias Mundial 2010 \| 0 \| \| 47. \| 04-09-2010 \| Toronto \| Canadá \| 2–0 \| Amistoso \| 0 \| \| 48. \| 07-09-2010 \| Fort Lauderdale \| Jamaica \| 2–1 \| Amistoso \| 0 \| \| 49. \| 08-10-2010 \| Lima \| Costa Rica \| 2–0 \| Amistoso \| 0 \| \| 50. \| 12-10-2010 \| Ciudad de Panamá \| Panamá \| 0–1 \| Amistoso \| 0 \| \| 51. \| 17-11-2010 \| Bogotá \| Colombia \| 1–1 \| Amistoso \| 0 \| \| 52. \| 08-02-2011 \| Moquegua \| Panamá \| 1–0 \| Amistoso \| 0 \| \| 53. \| 29-03-2011 \| La Haya \| Ecuador \| 0–0 \| Amistoso \| 0 \| \| 54. \| 01-06-2011 \| Niigata \| Japón \| 0–0 \| Copa Kirin \| 0 \| \| 55. \| 04-06-2011 \| Matsumoto \| República Checa \| 0–0 \| Copa Kirin \| 0 \| \| 56. \| 28-06-2011 \| Lima \| Senegal \| 1–0 \| Amistoso \| 0 \| \| 57. \| 04-07-2011 \| San Juan \| Uruguay \| 1–1 \| Copa América 2011 \| 0 \| \| 58. \| 08-07-2011 \| Mendoza \| México \| 1–0 \| Copa América 2011 \| 0 \| \| 59. \| 12-07-2011 \| Mendoza \| Chile \| 0–1 \| Copa América 2011 \| 0 \| \| 60. \| 16-07-2011 \| Córdoba \| Colombia \| 2–0 \| Copa América 2011 \| 0 \| \| 61. \| 19-07-2011 \| La Plata \| Uruguay \| 0–2 \| Copa América 2011 \| 0 \| \| 62. \| 02-09-2011 \| Lima \| Bolivia \| 2–2 \| Amistoso \| 0 \| \| 63. \| 15-11-2011 \| Quito \| Ecuador \| 0–2 \| Eliminatorias Mundial 2014 \| 0 \| \| 64. \| 29-02-2012 \| Túnez \| Túnez \| 1–1 \| Amistoso \| 0 \| \| 65. \| 21-03-2012 \| Arica \| Chile \| 1–3 \| Copa del Pacífico 2012 \| 0 \| |            |                  |                 |           |                            |       |
| PJ | Fecha      | Ciudad           | Oponente        | Resultado | Competición                | Goles |
| 1. | 23-07-2001 | Armenia          | Colombia        | 0–3       | Copa América 2001          | 0     |
| 2. | 28-04-2004 | Antofagasta      | Chile           | 1–1       | Amistoso                   | 0     |
| 3. | 01-06-2004 | Montevideo       | Uruguay         | 3–1       | Eliminatorias Mundial 2006 | 0     |
| 4. | 06-06-2004 | Lima             | Venezuela       | 0–0       | Eliminatorias Mundial 2006 | 0     |
| 5. | 30-06-2004 | East Rutherford  | Argentina       | 1–2       | Amistoso                   | 0     |
| 6. | 06-07-2004 | Lima             | Bolivia         | 2–2       | Copa América 2004          | 0     |
| 7. | 09-07-2004 | Lima             | Venezuela       | 3–1       | Copa América 2004          | 0     |
| 8. | 12-07-2004 | Trujillo         | Colombia        | 2–2       | Copa América 2004          | 0     |
| 9. | 17-07-2004 | Chiclayo         | Argentina       | 0–1       | Copa América 2004          | 0     |
| 10. | 04-09-2004 | Lima             | Argentina       | 1–3       | Eliminatorias Mundial 2006 | 0     |
| 11. | 27-03-2005 | Goiânia          | Brasil          | 0–1       | Eliminatorias Mundial 2006 | 0     |
| 12. | 04-06-2005 | Barranquilla     | Colombia        | 0–5       | Eliminatorias Mundial 2006 | 0     |
| 13. | 07-06-2005 | Lima             | Uruguay         | 0–0       | Eliminatorias Mundial 2006 | 0     |
| 14. | 17-08-2005 | Tacna            | Chile           | 3–1       | Amistoso                   | 1     |
| 15. | 03-09-2005 | Maracaibo        | Venezuela       | 1–4       | Eliminatorias Mundial 2006 | 0     |
| 16. | 07-10-2006 | Viña del Mar     | Chile           | 2–3       | Copa del Pacífico 2006     | 0     |
| 17. | 11-10-2006 | Tacna            | Chile           | 0–1       | Copa del Pacífico 2006     | 0     |
| 18. | 15-11-2006 | Kingston         | Jamaica         | 1–1       | Amistoso                   | 0     |
| 19. | 19-11-2006 | Ciudad de Panamá | Panamá          | 2–1       | Amistoso                   | 0     |
| 20. | 24-03-2007 | Yokohama         | Japón           | 0–2       | Amistoso                   | 0     |
| 21. | 03-06-2007 | Madrid           | Ecuador         | 2–1       | Amistoso                   | 0     |
| 22. | 06-06-2007 | Barcelona        | Ecuador         | 0–2       | Amistoso                   | 0     |
| 23. | 26-06-2007 | Mérida           | Uruguay         | 3–0       | Copa América 2007          | 0     |
| 24. | 30-06-2007 | San Cristóbal    | Venezuela       | 0–2       | Copa América 2007          | 0     |
| 25. | 03-07-2007 | Mérida           | Bolivia         | 2–2       | Copa América 2007          | 0     |
| 26. | 08-07-2007 | Barquisimeto     | Argentina       | 0–4       | Copa América 2007          | 0     |
| 27. | 22-08-2007 | San José         | Costa Rica      | 1–1       | Amistoso                   | 0     |
| 28. | 08-09-2007 | Lima             | Colombia        | 2–2       | Amistoso                   | 0     |
| 29. | 12-06-2007 | Lima             | Bolivia         | 2–0       | Amistoso                   | 0     |
| 30. | 13-10-2007 | Lima             | Paraguay        | 0–0       | Eliminatorias Mundial 2010 | 0     |
| 31. | 17-10-2007 | Santiago         | Chile           | 0–2       | Eliminatorias Mundial 2010 | 0     |
| 32. | 21-11-2007 | Quito            | Ecuador         | 1–5       | Eliminatorias Mundial 2010 | 0     |
| 33. | 31-05-2008 | Huelva           | España          | 1–2       | Amistoso                   | 0     |
| 34. | 08-06-2008 | Chicago          | México          | 0–4       | Amistoso                   | 0     |
| 35. | 14-06-2008 | Lima             | Colombia        | 1–1       | Eliminatorias Mundial 2010 | 0     |
| 36. | 10-09-2008 | Lima             | Argentina       | 1–1       | Eliminatorias Mundial 2010 | 0     |
| 37. | 11-10-2008 | La Paz           | Bolivia         | 0–3       | Eliminatorias Mundial 2010 | 0     |
| 38. | 15-10-2008 | Asunción         | Paraguay        | 0–1       | Eliminatorias Mundial 2010 | 0     |
| 39. | 11-02-2009 | Lima             | Paraguay        | 0–1       | Amistoso                   | 0     |
| 40. | 01-04-2009 | Porto Alegre     | Brasil          | 0–3       | Eliminatorias Mundial 2010 | 0     |
| 41. | 07-06-2009 | Lima             | Ecuador         | 1–2       | Eliminatorias Mundial 2010 | 0     |
| 42. | 10-06-2009 | Medellín         | Colombia        | 0–1       | Eliminatorias Mundial 2010 | 0     |
| 43. | 05-09-2009 | Lima             | Uruguay         | 1–0       | Eliminatorias Mundial 2010 | 0     |
| 44. | 09-09-2009 | Puerto La Cruz   | Venezuela       | 1–3       | Eliminatorias Mundial 2010 | 0     |
| 45. | 10-10-2009 | Buenos Aires     | Argentina       | 1–2       | Eliminatorias Mundial 2010 | 0     |
| 46. | 14-10-2009 | Lima             | Bolivia         | 1–0       | Eliminatorias Mundial 2010 | 0     |
| 47. | 04-09-2010 | Toronto          | Canadá          | 2–0       | Amistoso                   | 0     |
| 48. | 07-09-2010 | Fort Lauderdale  | Jamaica         | 2–1       | Amistoso                   | 0     |
| 49. | 08-10-2010 | Lima             | Costa Rica      | 2–0       | Amistoso                   | 0     |
| 50. | 12-10-2010 | Ciudad de Panamá | Panamá          | 0–1       | Amistoso                   | 0     |
| 51. | 17-11-2010 | Bogotá           | Colombia        | 1–1       | Amistoso                   | 0     |
| 52. | 08-02-2011 | Moquegua         | Panamá          | 1–0       | Amistoso                   | 0     |
| 53. | 29-03-2011 | La Haya          | Ecuador         | 0–0       | Amistoso                   | 0     |
| 54. | 01-06-2011 | Niigata          | Japón           | 0–0       | Copa Kirin                 | 0     |
| 55. | 04-06-2011 | Matsumoto        | República Checa | 0–0       | Copa Kirin                 | 0     |
| 56. | 28-06-2011 | Lima             | Senegal         | 1–0       | Amistoso                   | 0     |
| 57. | 04-07-2011 | San Juan         | Uruguay         | 1–1       | Copa América 2011          | 0     |
| 58. | 08-07-2011 | Mendoza          | México          | 1–0       | Copa América 2011          | 0     |
| 59. | 12-07-2011 | Mendoza          | Chile           | 0–1       | Copa América 2011          | 0     |
| 60. | 16-07-2011 | Córdoba          | Colombia        | 2–0       | Copa América 2011          | 0     |
| 61. | 19-07-2011 | La Plata         | Uruguay         | 0–2       | Copa América 2011          | 0     |
| 62. | 02-09-2011 | Lima             | Bolivia         | 2–2       | Amistoso                   | 0     |
| 63. | 15-11-2011 | Quito            | Ecuador         | 0–2       | Eliminatorias Mundial 2014 | 0     |
| 64. | 29-02-2012 | Túnez            | Túnez           | 1–1       | Amistoso                   | 0     |
| 65. | 21-03-2012 | Arica            | Chile           | 1–3       | Copa del Pacífico 2012     | 0     |

### Participaciones en Copa América
| Copa              | Sede      | Resultado        | PJ | Goles |
| ----------------- | --------- | ---------------- | -- | ----- |
| Copa América 2001 | Colombia  | Cuartos de final | 1  | 0     |
| Copa América 2004 | Perú      | Cuartos de final | 4  | 0     |
| Copa América 2007 | Venezuela | Cuartos de final | 4  | 0     |
| Copa América 2011 | Argentina | Tercer puesto    | 5  | 0     |

## Clubes
| Club                      | País           | Año         |
| ------------------------- | -------------- | ----------- |
| Virgen de Chapi           | Perú           | 1999        |
| Unión Huaral              | Perú           | 2000        |
| Deportivo Pesquero        | Perú           | 2000        |
| Alianza Lima              | Perú           | 2001        |
| Unión Minas               | Perú           | 2001        |
| Alianza Lima              | Perú           | 2001        |
| Sport Coopsol             | Perú           | 2002        |
| Politehnica Timișoara     | Rumania        | 2002        |
| Alianza Lima              | Perú           | 2003-2004   |
| Olimpo                    | Argentina      | 2005        |
| Sporting Cristal          | Perú           | 2005 - 2006 |
| Cruz Azul                 | México         | 2007        |
| Puebla                    | México         | 2007 - 2009 |
| Cienciano                 | Perú           | 2009        |
| Alianza Lima              | Perú           | 2010        |
| Sporting Cristal          | Perú           | 2011 - 2012 |
| C. D. Chivas USA          | Estados Unidos | 2013        |
| UTC                       | Perú           | 2014        |
| Real Garcilaso            | Perú           | 2015        |
| Alianza Universidad       | Perú           | 2016        |
| Universidad César Vallejo | Perú           | 2017        |
| Deportivo Coopsol         | Perú           | 2018        |
| Comerciantes Unidos       | Perú           | 2019        |

### Como asistente técnico
| Club                | País | Año   | Asistente de      |
| ------------------- | ---- | ----- | ----------------- |
| Alianza Universidad | Perú | 2021  | Julio César Uribe |
| Sport Huancayo      | Perú | 2022- | Mifflin Bermúdez  |

## Palmarés

### Campeonatos nacionales
| Título                    | Club             | País | Año  |
| ------------------------- | ---------------- | ---- | ---- |
| Primera División del Perú | Alianza Lima     | Perú | 2001 |
| Torneo Clausura           | Alianza Lima     | Perú | 2003 |
| Primera División del Perú | Alianza Lima     | Perú | 2003 |
| Torneo Apertura           | Alianza Lima     | Perú | 2004 |
| Primera División del Perú | Alianza Lima     | Perú | 2004 |
| Torneo Clausura           | Sporting Cristal | Perú | 2005 |
| Primera División del Perú | Sporting Cristal | Perú | 2005 |
| Primera División del Perú | Sporting Cristal | Perú | 2012 |